# Баја деј Пини-Парко Маргето (Салерно)
Баја деј Пини-Парко Маргето је насеље у Италији у округу Салерно, региону Кампанија.
Према процени из 2011. у насељу је живело 12 становника. Насеље се налази на надморској висини од 43 м.